# Vicario foráneo
Et vicario foráneo, llamado algunas veces deán rural, es el que el obispo establece en ciertas partes de la diócesis y que ejerce fuera de la ciudad donde está la silla episcopal, la jurisdicción que se le delega. Su jurisdicción, por lo demás, es tal como el obispo quiera concedérsela, de donde se sigue que en unas diócesis tienen más autoridad que en otras.

## Características
El vicario foráneo está especialmente encargado de velar sobre los curas y demás sacerdotes de su distrito, de visitar las iglesias y otros lugares piadosos según la orden del obispo, de notificar a los curas y a los rectores de las iglesias las cartas pastorales y otras disposiciones del obispo y de velar en que sean publicadas y ejecutadas, de visitar a los curas enfermos, de administrarles los sacramentos, de hacer celebrar sus funerales y de cuidar de las parroquias vacantes, y en fin, tener otros cuidados semejantes según le sea prescrito por su obispo. 
El vicario foráneo se diferencia del vicario general: 
1. en que el obispo no le somete sino cierto distrito de la diócesis y no le delega más que cierta autoridad limitada y determinada, mientras que delega su jurisdicción general sobre toda la diócesis al vicario general
2. en que se apela del vicario foráneo, bien al vicario general o al obispo, porque son reputados el mismo tribunal; ahora bien, la apelación debe ser dirigida del inferior al superior y no de igual a igual
3. en que las causas graves, tales como la herejía, etc., no se someten al vicario foráneo, sino más bien al vicario general
4. en que el vicario foráneo no tiene ninguna preferencia sobre el clero y no puede preceder a los curas o rectores más antiguos en ordenación o institución, salvo en las congregaciones o conferencias de las cuales el obispo le nombra presidente mientras que el oficio de vicario general se cree conferir dignidad y por esta razón da la preferencia